# Place Clément-Ader
La place Clément-Ader est une voie située à la limite du quartier de la Muette et du quartier d'Auteuil du 16e arrondissement de Paris.

## Situation et accès

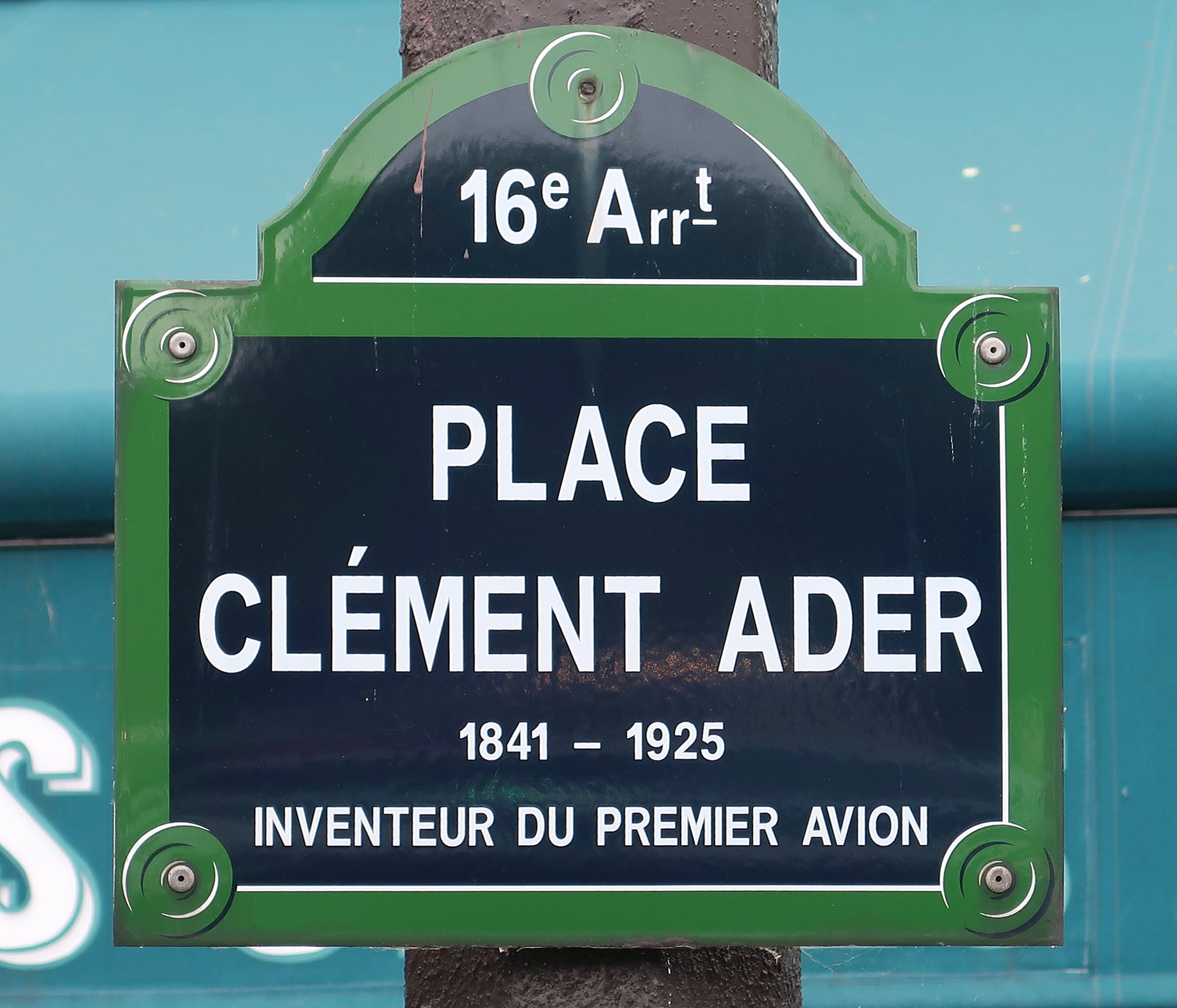
Plaque.

Cette place est située au débouché des rues Gros et de Boulainvilliers et limitée aux avenues de Versailles et du Président-Kennedy.
La place Clément-Ader est desservie par le RER C à la gare de l'avenue du Président-Kennedy.

## Origine du nom

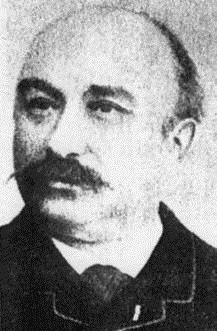
Clément Ader en 1891.

Elle porte le nom de l'ingénieur et inventeur français Clément Ader (1841-1925), constructeur de l'Éole, le premier avion et également exécutant du premier vol.

## Historique
Cette place, créée sur l'emprise de la chaussée du Pont-de-Grenelle, prend sa dénomination actuelle par un arrêté du 2 avril 1949.
Le nom de « Clément-Ader » avait été précédemment attribué à une rue projetée sur l'emplacement de l'ancienne usine à gaz de Passy (actuellement maison de Radio-France) et dont l'ouverture a été abandonnée.

## Bâtiments remarquables et lieux de mémoire
- La place donne sur la maison de Radio-France au nord et le pont de Grenelle au sud.